# Pultost
Il Pultost è un formaggio norvegese a base di latte crudo vaccino e aromatizzato ai semi di cumino.

## Storia
Un tempo diffuso in tutto il paese, ma principalmente legato alle regioni interne del Sudest della Norvegia, ovvero alla contea di Innlandet, oggi la produzione tradizionale del pultost è ormai quasi inesistente. Recentemente è stato costituito un 
Presidio, e con questo progetto Slow food e alcuni caseri (reuniti in cooperativa) intendono preservare l'antica tecnica di produzione del pultost.

## Metodo di ottenimento
Prodotto nelle tradizionali sæter (fattorie degli alpeggi), si tratta di un formaggio a fermentazione acida ottenuto da latte vaccino scremato e non pastorizzato, senza l'aggiunta di caglio.